# تصفيات أوروبا لكأس العالم للسيدات 2011
التصفيات الأوروبية المؤهلة إلى كأس العالم لكرة القدم للسيدات 2011 انطلقت يوم السبت 15 أغسطس 2009 وستنتهي يوم 25 أغسطس 2010. 41 منتخب التحق بالتصفيات ليتم تقسيمهم إلى ثمانية مجموعات، مجموعة تضم ستة فرق وباقي المجموعات خمس فرق. سيتاهل فائزين المجموعات إلى مرحلة البلي أوف كما يشار إليها عادتاً. الاربعة الفائزين من هذا المرحلة يتاهلون مباشرتاً إلى كأس العالم لكرة القدم للسيدات 2011 وينضمو لجانب ألمانيا لتمثيل قارة أوروبا.

## مرحلة التصفيات
المجموعات تم تقسيمها في القرعة التي اقيمت يوم 17 مارس 2009، وستلعب مبارياتها في 15 أغسطس 2009 وستنتهي يوم 25 أغسطس 2010. فائزين المجموعات الثمانية يتاهلون إلى تصفيات كأس العالم لكرة القدم للسيدات 2011 – UEFA الأدوار الاقسائية.

## التصنيف
التصنيف استند على نتائج تصفيات كأس العالم 2007 وبطولة أمم أوروبا للسيدات 2009. كان هناك خمس فئات في التصنيف، تحتوي كل منها ثمانية فرق باستثناء الخامسة والذي كانت على تسعة وتم وضع منتخبين الزائدين في المجموعة 1.
| الفئة الأولى                                                               | الفئة الثانية                                                                              | الفئة الثالثة                                                           | الفئة الرابعة                                                                       | الفئة الخامسة                                                                                   |
| -------------------------------------------------------------------------- | ------------------------------------------------------------------------------------------ | ----------------------------------------------------------------------- | ----------------------------------------------------------------------------------- | ----------------------------------------------------------------------------------------------- |
| السويد · النرويج · الدنمارك · إنجلترا · فرنسا · روسيا · أوكرانيا · إيطاليا | فنلندا · آيسلندا · إسبانيا · جمهورية التشيك · هولندا · إسكتلندا · جمهورية أيرلندا · بولندا | سويسرا · النمسا · صربيا · بيلاروس · بلجيكا · اليونان · البرتغال · المجر | سلوفينيا · سلوفاكيا · إسرائيل · ويلز · رومانيا · أيرلندا الشمالية · تركيا · بلغاريا | كرواتيا · أرمينيا · البوسنة والهرسك · كازاخستان · أذربيجان · إستونيا · مالطا · مقدونيا · جورجيا |

### المجموعة 1
| المنتخب          | لعب | فاز | تعادل | خسر | له | عليه | -/+ | نقاط |
| ---------------- | --- | --- | ----- | --- | -- | ---- | --- | ---- |
| فرنسا            | 10  | 10  | 0     | 0   | 50 | 0    | 50+ | 30   |
| آيسلندا          | 10  | 8   | 0     | 2   | 33 | 3    | 30+ | 24   |
| أيرلندا الشمالية | 10  | 3   | 2     | 5   | 8  | 16   | 8−  | 11   |
| إستونيا          | 10  | 3   | 1     | 6   | 7  | 44   | 37− | 10   |
| صربيا            | 10  | 2   | 3     | 5   | 7  | 19   | 12− | 9    |
| كرواتيا          | 10  | 0   | 2     | 8   | 4  | 27   | 23− | 2    |

### المجموعة 2
| المنتخب  | لعب | فاز | تعادل | خسر | له | عليه | -/+ | نقاط |
| -------- | --- | --- | ----- | --- | -- | ---- | --- | ---- |
| النرويج  | 8   | 7   | 1     | 0   | 39 | 2    | 37+ | 22   |
| هولندا   | 8   | 5   | 2     | 1   | 30 | 7    | 23+ | 17   |
| بيلاروس  | 8   | 4   | 1     | 3   | 17 | 14   | 3+  | 13   |
| سلوفاكيا | 8   | 2   | 0     | 6   | 15 | 13   | 2+  | 6    |
| مقدونيا  | 8   | 0   | 0     | 8   | 3  | 68   | 65− | 0    |

### المجموعة 3
| المنتخب  | لعب | فاز | تعادل | خسر | له | عليه | -/+ | نقاط |
| -------- | --- | --- | ----- | --- | -- | ---- | --- | ---- |
| الدنمارك | 8   | 6   | 2     | 0   | 45 | 0    | 45+ | 20   |
| إسكتلندا | 8   | 6   | 1     | 1   | 24 | 5    | 19+ | 19   |
| اليونان  | 8   | 3   | 0     | 5   | 11 | 20   | 9−  | 9    |
| بلغاريا  | 8   | 2   | 2     | 4   | 9  | 25   | 16− | 8    |
| جورجيا   | 8   | 0   | 1     | 7   | 3  | 42   | 39− | 1    |

### المجموعة 4
| المنتخب         | لعب | فاز | تعادل | خسر | له | عليه | -/+ | نقاط |
| --------------- | --- | --- | ----- | --- | -- | ---- | --- | ---- |
| أوكرانيا        | 8   | 5   | 2     | 1   | 24 | 9    | 15+ | 17   |
| بولندا          | 8   | 5   | 1     | 2   | 18 | 9    | 9+  | 16   |
| المجر           | 8   | 4   | 3     | 1   | 15 | 10   | 5+  | 15   |
| رومانيا         | 8   | 2   | 2     | 4   | 14 | 13   | 1+  | 8    |
| البوسنة والهرسك | 8   | 0   | 0     | 8   | 0  | 30   | 30− | 0    |

### المجموعة 5
| المنتخب | لعب | فاز | تعادل | خسر | له | عليه | -/+ | نقاط |
| ------- | --- | --- | ----- | --- | -- | ---- | --- | ---- |
| إنجلترا | 8   | 7   | 1     | 0   | 30 | 2    | 28+ | 22   |
| إسبانيا | 8   | 6   | 1     | 1   | 37 | 4    | 33+ | 19   |
| النمسا  | 8   | 3   | 1     | 4   | 13 | 12   | 1+  | 10   |
| تركيا   | 8   | 2   | 1     | 5   | 10 | 22   | 12− | 8    |
| مالطا   | 8   | 0   | 0     | 8   | 1  | 51   | 50− | 0    |

### المجموعة 6
| المنتخب         | لعب | فاز | تعادل | خسر | له | عليه | -/+ | نقاط |
| --------------- | --- | --- | ----- | --- | -- | ---- | --- | ---- |
| سويسرا          | 8   | 7   | 0     | 1   | 28 | 6    | 22+ | 21   |
| روسيا           | 8   | 6   | 1     | 1   | 30 | 6    | 24+ | 19   |
| جمهورية أيرلندا | 8   | 4   | 1     | 3   | 12 | 10   | 2+  | 13   |
| إسرائيل         | 8   | 2   | 0     | 6   | 4  | 24   | 20− | 6    |
| كازاخستان       | 8   | 0   | 0     | 8   | 4  | 32   | 28− | 0    |

### المجموعة 7
| المنتخب  | لعب | فاز | تعادل | خسر | له | عليه | -/+ | نقاط |
| -------- | --- | --- | ----- | --- | -- | ---- | --- | ---- |
| إيطاليا  | 8   | 7   | 1     | 0   | 38 | 3    | 35+ | 22   |
| فنلندا   | 8   | 6   | 1     | 1   | 25 | 6    | 19+ | 19   |
| البرتغال | 8   | 4   | 0     | 4   | 17 | 10   | 7+  | 12   |
| سلوفينيا | 8   | 2   | 0     | 6   | 7  | 27   | 20− | 6    |
| أرمينيا  | 8   | 0   | 0     | 8   | 1  | 42   | 41− | 0    |

### المجموعة 8
| المنتخب        | لعب | فاز | تعادل | خسر | له | عليه | -/+ | نقاط |
| -------------- | --- | --- | ----- | --- | -- | ---- | --- | ---- |
| السويد         | 8   | 7   | 1     | 0   | 36 | 3    | 33+ | 22   |
| جمهورية التشيك | 8   | 4   | 1     | 3   | 19 | 6    | 13+ | 13   |
| بلجيكا         | 8   | 3   | 1     | 4   | 18 | 13   | 5+  | 10   |
| ويلز           | 8   | 3   | 0     | 5   | 23 | 16   | 7+  | 9    |
| أذربيجان       | 8   | 1   | 1     | 6   | 2  | 60   | 58− | 4    |

## الدور الإقسائي

### التصنيف
المنتخبات الثمانية الفائزة بمجموعات التصفيات الأوروبية تأهلوا إلى الدور الإقسائي. قرعة الدور الإقسائي وسوف يكون مصنف وفقا لنتائج هذه التصفيات وبطولة أمم أوروبا للسيدات 2009.
| معنى الألوان      |
| ----------------- |
| منتخبات مصنفة     |
| منتخبات غير مصنفة |

| المجموعة | المنتخب  | معامل التصنيف |
| -------- | -------- | ------------- |
| 8        | السويد   | 2.875         |
| 1        | فرنسا    | 2.833         |
| 2        | النرويج  | 2.750         |
| 5        | إنجلترا  | 2.625         |
| 3        | الدنمارك | 2.563         |
| 7        | إيطاليا  | 2.500         |
| 4        | أوكرانيا | 2.250         |
| 6        | سويسرا   | 2.000         |

### التأهل المباشر
جميع المنتخبات المصنفة سيتم قرعها مع منتخب آخر غير مصنف للعب مباراة ذهاب وإياب. المنتخبات الاربعة الفائزة يحجزون مقعد في نهائيات ألمانيا. والاربعة الخاسرين يتاهلون إلى مرحلة الدور الاقسائي الأولى للحصول على فرصة للتأهل ضد منتخب آخر من اتحاد الكونكاكاف في أكتوبر المقبل.
تم وضع المنتخبات مع بعضها البعض في مباريات فاصلة حيث ستقام الأولى في 11-12 سبتمبر والثانية في 15-16 سبتمبر.
النظام الذي سوف تلعب به مباريات الملحق سيتم إعلانه كجزء من القرعة.
| الفريق الأول | إجم. | الفريق الثاني | مباراة الذهاب | مباراة الإياب |
| ------------ | ---- | ------------- | ------------- | ------------- |
| فرنسا        | 3–2  | إيطاليا       | 0–0           | 3–2           |
| إنجلترا      | –    | سويسرا        | 2–0           | –             |
| أوكرانيا     | –    | النرويج       | 0–1           | –             |
| السويد       | –    | الدنمارك      | 2–1           | –             |

### مرحلة الدور الاقسائي الأولى
الاربعة الخاسرين من مرحلة التأهل المباشر سو تتلاقى.
| الفريق الأول          | إجم. | الفريق الثاني       | مباراة الذهاب | مباراة الإياب |
| --------------------- | ---- | ------------------- | ------------- | ------------- |
| خاسر السويد/الدنمارك  |      | خاسر إنجلترا/سويسرا | 2 أكتوبر      | 6 أكتوبر      |
| خاسر أوكرانيا/النرويج |      | خاسر فرنسا/إيطاليا  | 2 أكتوبر      | 6 أكتوبر      |